# ホームステッド法

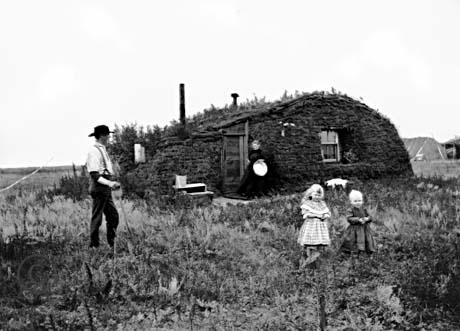
1898年、ノース・ダコタ州におけるノルウェー系アメリカ人植民者。ホームステッド（自営農地）とソッド・ハウスの前で

ホームステッド法（英: Homestead Act）は、アメリカ合衆国で1862年に制定された法律であり、アメリカ西部の未開発の土地、1 区画 160 エーカー（約 65 ヘクタール）を無償で払い下げるものであり、自営農地法とも呼ばれる。この法律は1862年5月20日にエイブラハム・リンカーンが署名して発効した。
最終的に1862年から1986年の間に160万件の土地払い下げが認められ、その面積は2億7,000万エーカー(108万平方キロメートル）で、アメリカの国土の10%に達した。

## 概要

### 背景

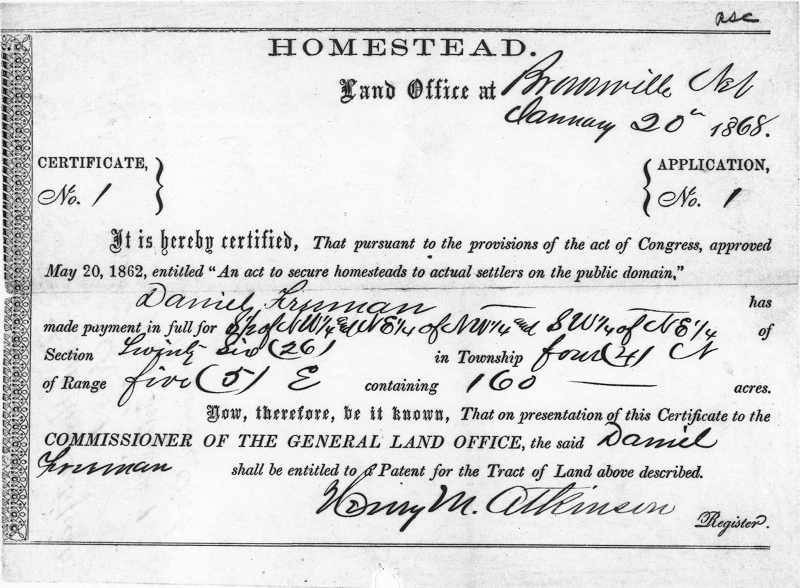
ホームステッド法（1862年）によってあたえられたネブラスカ州での自営農地証明

ホームステッド法は1841年の先買権法による公有地の払い下げ制度をさらに自由化する意図があった。アメリカの政治史ではヨーマン（独立自営農）という概念が伝統的に有力で、ホームステッド法でその数を増やそうという動きは1850年代から存在していた。しかし、自由農民を増やすことはプランテーション経済に頼る南部の奴隷制を脅かすものとして、南部が強く反対していた。ジョージ・ヘンリー・エバンスとホレス・グリーリーがホームステッド法の成立に重要な役割を果たした。土地の無償払い下げを求める活動は1844年に始まっており、何度も議会に提出されては廃案になっていたが、1861年に南部の諸州が合衆国から脱退し議会を去ったため、障害が無くなり法案は議会を通過した。

### 制定
1862年5月20日、アメリカ合衆国16代大統領エイブラハム・リンカーンが署名し、ホームステッド法（自営農地法）が発効した。これによって、公有地をみずから耕作しようとする者には160エーカー（約64.6ヘクタール）の土地が無償で与えられることとなり、西部農民の年来の念願がようやくかなった。払い下げを受けようとする者は、申請時に 21 歳以上で、当該区画を確立し、12 フィート x 14 フィート（3.6 x 4.3 メートル）以上の大きさを持つ住居を建てた上で、最低 5 年間は農業を営んだという実績が必要であった。
西部開拓の視点からみれば、この法による植民よりも土地会社などから土地を購入して西部に移り住んだ人の方が多かったが、一方で「機会均等」という「アメリカン・ドリーム」を裏打ちする仕組みとして大きな意味をもっていた。そして、西部が発展し、人口が増加し、農牧業が振興されることは、アメリカの工業生産にとっても市場の拡大を意味し、工業と農業の相互補完的な発展が可能となった。アメリカの工業化は脱農業化をともなわず、外国市場にも依存しない自立的な国民経済の形成がみられた。
南北戦争以降、ミシシッピ川以西の地域の開発が急速に進んだが、その先陣を切ったのはロッキー山脈やカリフォルニア州などにおける鉱山開発であり、ついでグレートプレーンズ西側の乾燥地帯での公有地を利用した牛の放牧であった。1870年代以降は、この乾燥地帯にも農業開発の手がおよんだ。これには、農機具の改善、乾燥農法、耐乾品種の導入、鉄条網の普及などによって耕地や家畜の管理が容易になったことに加え、ホームステッド法の存在が大きかった。

### 不正行為および法人の利用
ホームステッド法は悪用されることが多かった。ホームステッド法で目指したものは農地として使われる土地の活用であった。しかし、ロッキー山脈より西側の不毛の土地では、640 エーカー（256 ヘクタール）でも収益をあげるのは困難だった（少なくとも公共投資による灌漑計画が実施される以前では）。このような地域では、本来の目的から逸れ、特に水のような資源を占有するためにホームステッド法が利用された。よくある手口としては、牛の放牧を行っているだけの大規模農家が、水源を含む土地で長年畑作をしているかのように偽って払い下げ申請を行うもので、ひとたび認可されれば、他の放牧者による水源の利用を拒否でき、隣接する農場を廃業に追い込むことができた。この当時、公有地から木材や石油を採取する時には政府により利用税が課されたので、これを回避するため当該土地を所有してしまうための方法としてもこういった手口が使われた。一方で、金や銀のような「ロケータブル鉱物」を含む土地は、1872年の鉱業法で管理され、また鉱物採取による税も課されなかったので、ホームステッド法を利用した土地の不正取得はあまり意味を持たなかった。
土地を管理する役所は、請求者が一定期間その土地に居住し、必要とされる土地改良を行ったという証人の宣誓供述書をもとにその申請の可否を判断するしかなかったが、実際は証人が賄賂により買収されたり、請求者と結託している例も存在した。

### ホームステッド法の終了
1976年の「連邦土地政策および管理法」の成立でホームステッド法の役割は終わった。この法律は、公有地の最善の用途は政府の管理下に留めておくことだとの連邦政府の考えを示した。この新しい政策の唯一の例外はアラスカ州であり、そこでは1986年まで土地の取得を認められた。
ホームステッド法による最後の払い下げ申請は、アラスカ州南西部にあるストーニー川沿いの土地 80 エーカー（32 ヘクタール）に対して、ケネス・ディアドーフによってなされたものであった。ディアドーフは 1979年にホームステッド法に規定される要求事項をすべて満たしたが、実際に認められたのは 1988年5月のことだった。このためにディアドーフはホームステッド法の下で土地の所有権を認められた最後の人になった。

## 他の国における関連法
ホームステッド法は、後に幾つかの国で多少の修正を施したうえで類似の法律が制定された。カナダでは土地所有権法という形になった。1861年、オーストラリアのニューサウスウェールズ州を初めとして、1860年代にオーストラリアの幾つかの州（当時は植民地）では選別法が制定された。

## 大衆文化
- 『シェーン』 - 1953年のジョージ・スティーヴンス監督の映画で農民と先住牧場主との「ジョンソン郡戦争」（Johnson County War）を描いている。
- 『天国の門』 - 1980年の映画でジョンソン郡の土地紛争「ジョンソン郡戦争」を扱った。こちらはロシア・東欧系移民の悲劇をモチーフにしている。
- ローラ・インガルス・ワイルダーの著作『大草原の小さな家』シリーズ - 作者の父がカンザス州で、後にはダコタ準州で土地所有を請求する過程を描いている。